# Адамклиси
Адамклиси (на румънски: Adamklisi) е село и център на кметска селска община в окръг Констанца, Северна Добруджа в Румъния. Намира се на 36 км от границата с България.

## История и етимология
Най-древните следи от поселения в района на днешен Адамклиси са датирани към периода на гето-дакийската култура, около IV-II век пр.н.е. През зимата на 101 – 102 тук се състои голям военен сблъсък между дакийската армия на Децебал и римските легиони на Траян, завършил с римска победа. Колонизиран с римски ветерани от дакийските войни, градът е най-големият римски муниципиум Малка Скития към 170 година. Унищожен от готите, той е възстановен по време на управлението на Константин Велики с по-добри защитни стени, докато аварите не го опожаряват през 587 г. След този момент той престава да бъде сред важните градове на Добруджа и не се споменава в изворите около седемстотин години.
По време на османското владичество селото отново е основано от турски заселници. Настоящото име на селото е от турски произход и е адаптация на румънски език на „Adam Kilis“, което означава „църквата на човека“. Когато турско население се настанило в тази област се смятало от тях, че старинният римски паметник Tropaeum Traiani всъщност е църква. След като Добруджа е присъдена на Румъния през 1878 г. мюсюлманското население напуска в посока Турция и през 1880 – 1881 г. селото е заселено с румънци от Трансилвания и Телеорман. В края на деветнадесети век Адамклиси и околните села се съобщават в годишника на област Констанца с 1795 жители.

## География
Общината се намира в южната част на страната и през нея минава националния път DN3, свързващ Констанца с Калараш.
Селища в община Адамклиси:
- Адамклиси;
- Абруд (историческо име: Mulciova);
- Хатег (историческо наименование: Arabagi, турски: Arabaci);
- Урлуя (историческо име: Urluchioi, турски: Uğurluköy), номинално обединено с бившето село Кучуруз с административната реформа от 1968 г.
- Зориле (историческо наименование: Cherimcuius, турски: Kerimkuyusu).

## Демографски данни[1]
|  |  |  |

|  |  |  |

## Забележителности
Трофеят на Траян – реконструиран монумент, издигнат в памет на загиналите тогава днес е археологически обект от национално значение и е разположен на три километра извън очертанията на селото. С диаметър 30 м и височина 20 м, паметникът разполага с 54 барелефа, представляващи сцени от битката. Освен останките от Траяновия каструм Civitas Tropaensium северозападно от Адамклиси, в района има и датирани от Средновековието римо-византийски базилика, некропол, римски акведукти, римски бани и жилища, разположени извън древните крепостни стени. Така в Адамклиси има цели седем включени в списъка на исторически паметници в област Констанца паметници от местно значение, а в селото е изграден археологически музей.